# Roman Hogräfer
Roman Hogräfer (* 4. Januar 1979) ist ein ehemaliger deutscher Basketballspieler. Der 1,90 m große Aufbau- und Flügelspieler stand während seiner Karriere unter anderem im Kader des Bundesligisten Brandt Hagen.

## Karriere
Hogräfer schaffte 1999 den Sprung von der Jugend in den Bundesliga-Kader von Brandt Hagen. In der Saison 1999/2000 sowie in der Folgespielzeit 2000/2001 bestritt er in der ersten Liga insgesamt 45 Spiele für die Mannschaft und erzielte dabei 101 Punkte.
Ab 2001 stand er in Diensten von BG Hagen (später Phoenix) in der 2. Basketball-Bundesliga. Seine beste Saison spielte Hogräfer 2004/04, als er im Schnitt 17,8 Zähler pro Spiel für die BG verbuchte. 2007 verließ er die Mannschaft, die mittlerweile den Namen Phoenix trug, und wechselte zu BBV Hagen in die erste Regionalliga. Zum Abschluss seiner Leistungssportlaufbahn spielte Hogräfer von 2010 bis 2012 beim FC Schalke 04 (damals ebenfalls erste Regionalliga).